# Вайдманн, Седрик
Се́дрик Ва́йдманн (Ва́йдман; нем. Cédric Weidmann; род. 29 июля 1991, Аффольтерн-ам-Альбис, Аффольтерн, Цюрих, Швейцария) — швейцарский писатель, филолог и литературтрегер. Доктор наук Высшей технической школы Цюриха (2022).

## Биография
В 2006 году, в возрасте 15 лет, создал авторский литературный блог. Участвовал в кантональных и национальных литературных конкурсах, публиковался в литературной периодике. Изучал, затем преподавал германистику, литературную теорию и экономическую историю в ВТШ Цюриха.
С 2013 года — член редколлегии цюрихского контркультурного журнала delirium. 
В 2022 году защитил докторскую диссертацию «Предчувствие ностальгии. Расчёт преобразования языка и капитала» (нем. Antizipation der Nostalgie. Das Kalkül der Verklärung von Sprache und Kapital), где на материале научно-фантастических произведений и политико-экономических теорий, в том числе марксистской теории прибавочной стоимости, разработал типологию ностальгии как социокультурного феномена, обесценивающего прошлое в пользу будущего («продуктивный» тип) или будущее в пользу прошлого («экстрактивный» тип). В том же году возглавил Дом литературы кантона Аргау в Ленцбурге, активное участие в работе которого принимал с 2009 года. 
Публиковал рассказы, статьи, эссе о научной фантастике, футурологии, компьютерных играх, коллективных литературных практиках, взаимосвязи между литературой и экономикой в журналах delirium, entwürfe, Das Magazin, Das Narr (Швейцария), The Gap (Австрия), газете Süddeutsche Zeitung (Германия), на медиапортале litradio (Германия), в тематической антологии «Биокатализатор. Психоактивная литература» (нем. Wirkstoff. Psychoaktive Literatur, 2022), других книжных, периодических и сетевых изданиях. 
Серебряный медалист Швейцарской философской олимпиады (2010). Победитель национального литературного конкурса «Постоянное место» (нем. Stammplatz, 2011). Лауреат литературной премии Вартхольца (Австрия, 2017).